# Триалетский хребет
Триалетский хребет (груз. თრიალეთის ქედი) — горный хребет в Грузии на правобережье Куры к западу от Тбилиси, длина оценивается от 150 до 200 км, ширина — около 30 км. Хребет служит крупным водоразделом. Образован вулканической деятельностью эпохи палеогена, сложен флишевыми и вулканогенными породами.

## Географическое расположение
Триалетский горный хребет является частью Малого Кавказа — это восточная половина Аджаро-Триалетской горной системы. Он простирается в субширотном направлении от Ахалцихской котловины в Тбилиси: восточные отроги хребта достигают западных окраин Тбилиси, а на западе он простирается вдоль Куры на юго-запад от Боржоми. Длина горной системы с запада на восток составляет 144 км, максимальная ширина — до 30 км. Горные складки образуют веерную систему. Главный водораздельный гребень хребта увенчанный вершинами высотой до 2800 метров. Наивысшей точкой хребта является, расположенная в западной части массива, гора Шавиклде (груз. შავიკლდე) — «черная скала», высота которой достигает 2850 м.

## Геология, климат, растительность
Триалетская горная цепь была образована вулканической активностью в период палеогена. Сложена преимущественно из тех же вулканогенных и флишевых пород, что и Месхетский хребет, что говорит об их родственной связи. В западной части хребта часто встречаются молодые андезитовие потоки вулканической лавы.
Самая высокая точка горного массива — гора Шавиклде (2850 м). Другие вершины — Саквелосмта (2803 м), Арджевани (2757 м), Далицаварятаг (2708 м), Ортатави (2513 м), Кенчакаро (2320 м), Кваджвари (2280 м). Магнитные аномалии западной части хребта показывают отклонения от −16° до +40°. Есть термальные источники, особенно на северных склонах.
Хребет служит большим водоразделом. На склонах Триалетских гор берут начало реки Храми, Гуджаретисцкали притоки Алгети, Вере, Тедзами, Дигмисцкали.
Состав вулканических и осадочных пород, из которых состоит Триалетский хребет, способствует развитию ксерофитной растительности. Кроме того, в центре подступают с юга горные плато Самсарского и Джавахетского хребтов, с суровым климатом. Это соседство повлияло на климат, и, соответственно, на характер растительности разных частей Триалетского хребта. Сплошные лиственные (дубовые, грабовые, буковые) и смешанные (с елью и сосной) леса растут лишь на северных склонах гор. Южные склоны залесенные лишь частично, в западном и в восточном направлениях. В западном направлении верхняя граница леса простирается до высоты 2000 метров, в восточном — до 1600 м. В западной, более высокой, части, встречаются хвойные леса из пихты, сосны, ели. На двух третьих площади в середине хребта леса совсем нет, склоны покрыты зелеными альпийскими, а на южных склонах также субальпийскими лугами. В лесах множество мелких озер. В нижней части гор зима умеренно холодная, лето теплое, продолжительное; в верхней части зима холодная, лето продолжительное, умеренно теплое.

## Охранные объекты и достопримечательности

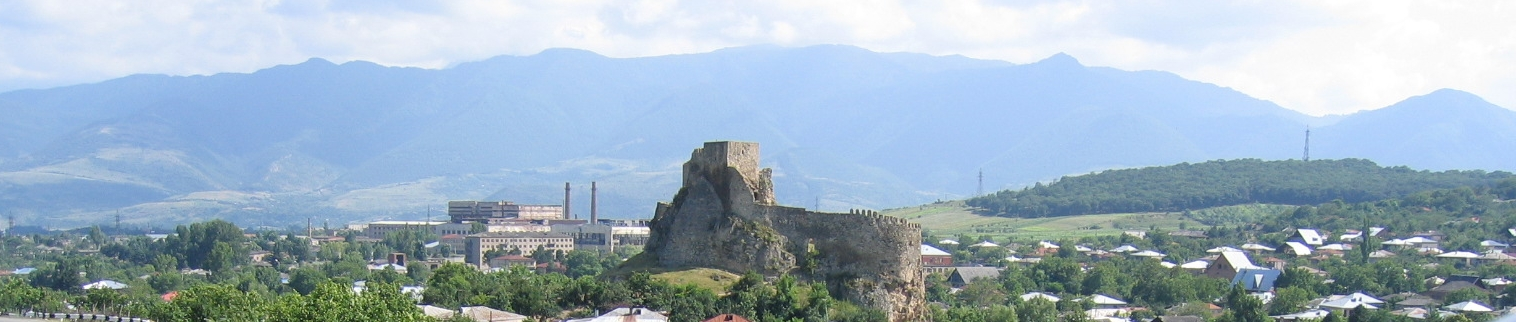
Сурамская крепость XII века. Вид на Триалетские горы

На восточных отрогах триалетского хребта, в ущелье реки Алгети расположен Алгетский национальный парк, основанный в 1965 году. Его общая площадь 6 тысяч гектаров. Животный мир заповедника — заяц-русак, соня-полчок, барсук, закавказская лисица, лесная и каменная куницы, ласка, бурый медведь, лесной кот, кабан, кавказский олень, серна, кавказская серна, безоаровый козел; сойка, канадский поползень, желтоголовый королёк, чорнолобый сорокопут, клёст-еловик, деряба. Растительность — восточная ель, кавказская пихта, встречаются дуб, бук восточный, клён остролистный, клён белый, осина, вяз шершавый, груша кавказская. Склоны триалетского хребта покрыты густой субальпийской растительностью.

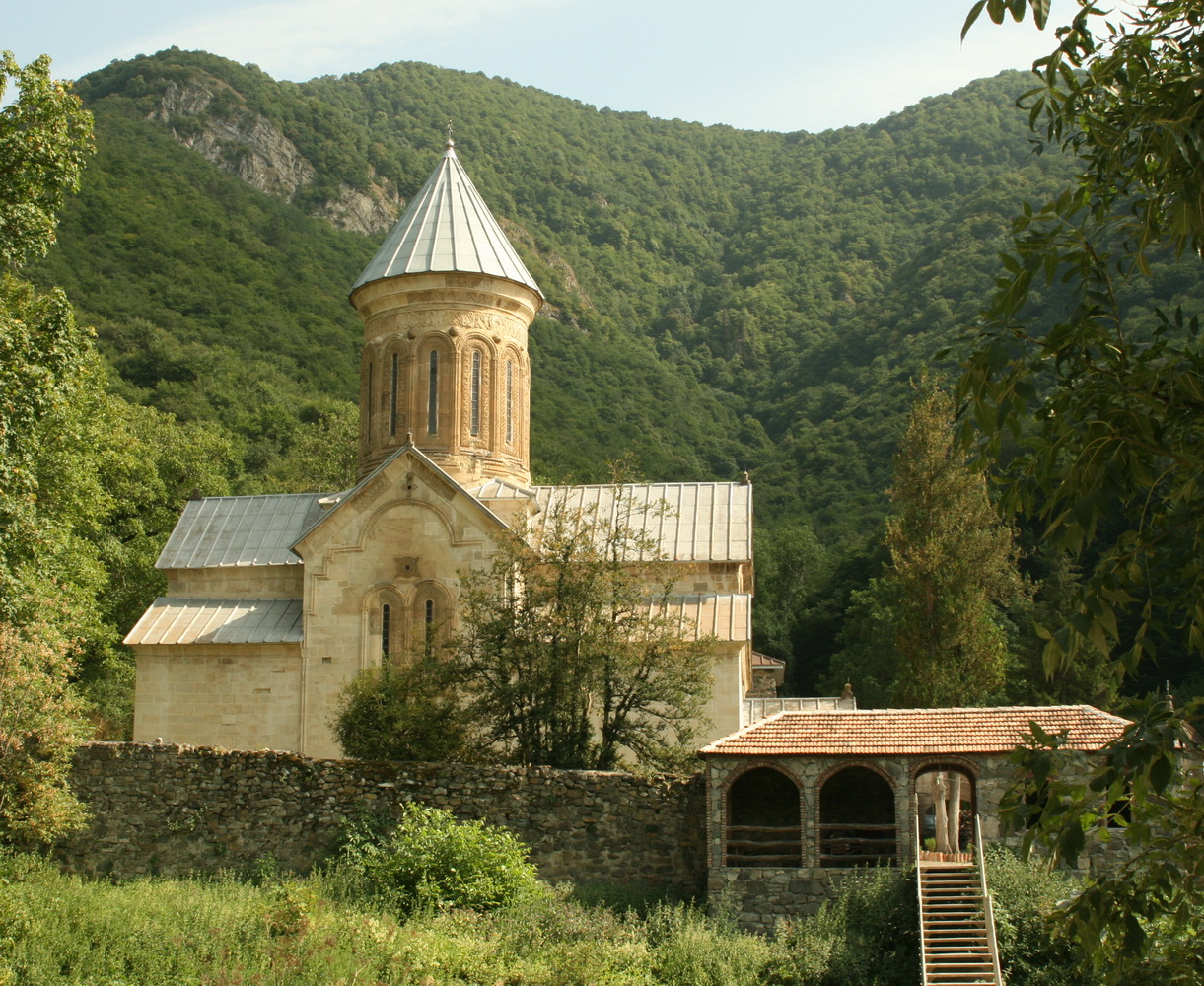
Монастырь Кватахеви. Позади — Триалетские горы

В 55 километрах на запад от Тбилиси, в Шида-Картли, на северном склоне хребта, в конце ущелья, срезанной потоком, находится грузинский православный монастырский комплекс Кватахеви. Монастырь Успения Богородицы, основанный в XII—XIII веках, расположенный вблизи села Кавтисхеви, защищенный с трех сторон крутыми горными склонами.
На территории Квемо-Картли, в ущелье реки Алгети — находится крепость Биртвиси. В исторических хрониках Биртвиская крепость упоминается с XI века. Среди руин крепости есть сооружения как раннефеодальной, так и позднефеодальной эпохи. Крепость представляет собой комплекс фортификационных сооружений, при строительстве которых были использованы природные особенности рельефа — труднодоступные скальные горы с узкими проходами между ними, что образовали труднопроходимые каньоны, благодаря чему крепость Биртвиси считалась неприступной.
На линии главного хребта на высоте около 2200 метров над уровнем моря находятся руины замка Клдекари («Каменные Ворота»). В IX-XI веках это была резиденция князей Багвашей-Липаритидов, которые контролировали всю Триалеть, вплоть к Гори на севере. А в 8 км от городка Цалка, на южном берегу Храми находятся руины крепости Ткемлиани.
На юге Триалетского хребта на Цалкинском плато в 1936—1940 годах была открыта группа археологических памятников так называемой триалетской культуры эпохи средней бронзы (начало 2-го тысячелетия до н. е.), к которой относятся богатые погребения в больших курганах: ямные, безъямные, с «погребальными залами».